# トーレス・デル・パイネ国立公園

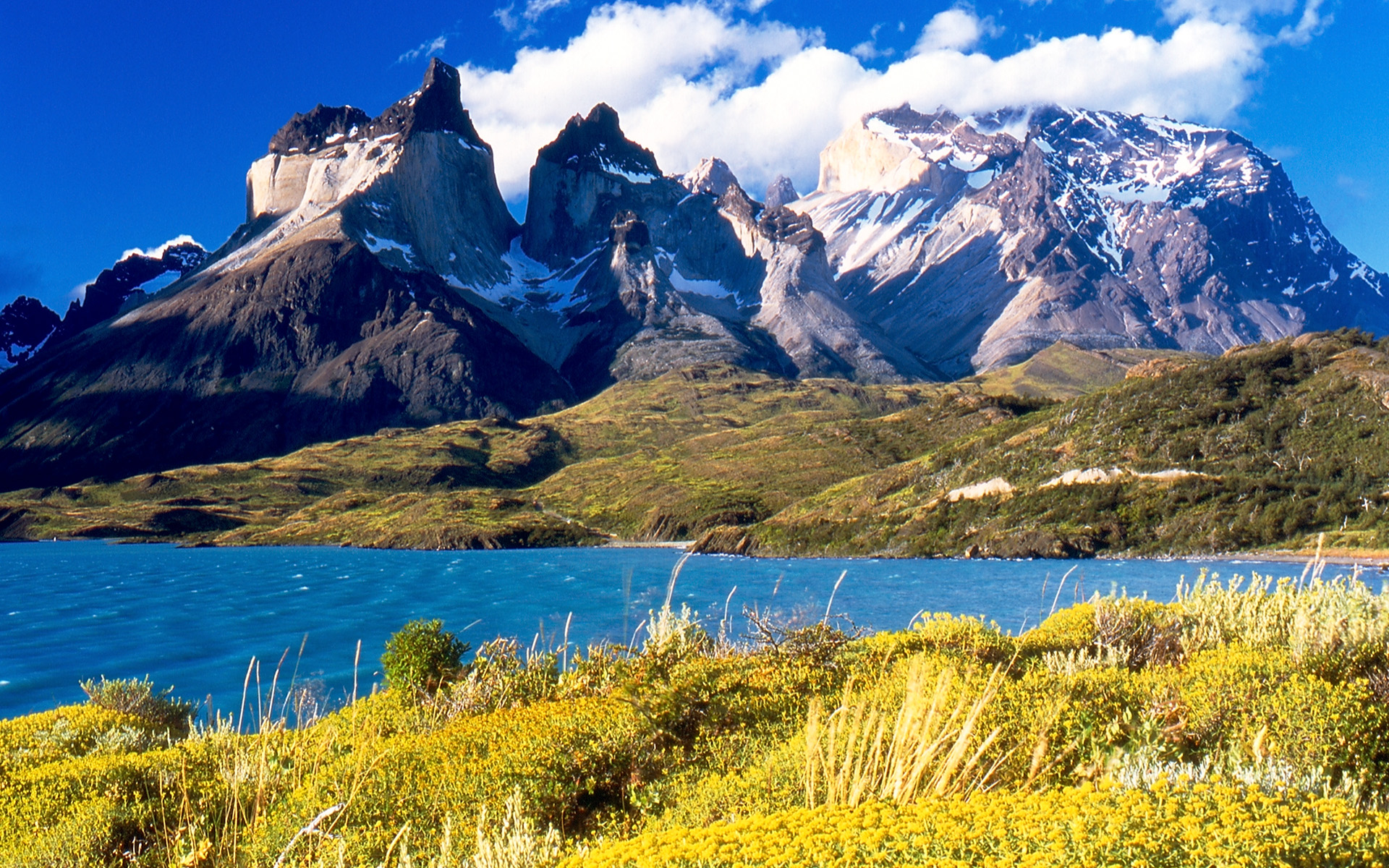
国立公園の名の由来であるトーレス・デル・パイネ。風化の進んだ花崗岩の山体が連なる荒々しい光景が広がる。

トーレス・デル・パイネ国立公園（-こくりつこうえん、スペイン語: Parque nacional Torres del Paine）は、チリ、マガジャネス・イ・デ・ラ・アンタルティカ・チレーナ州のウルティマ・エスペランサ県にある国立公園。荒涼としたパタゴニア独特の風景を目的に多くの観光客を集める。

## 概要

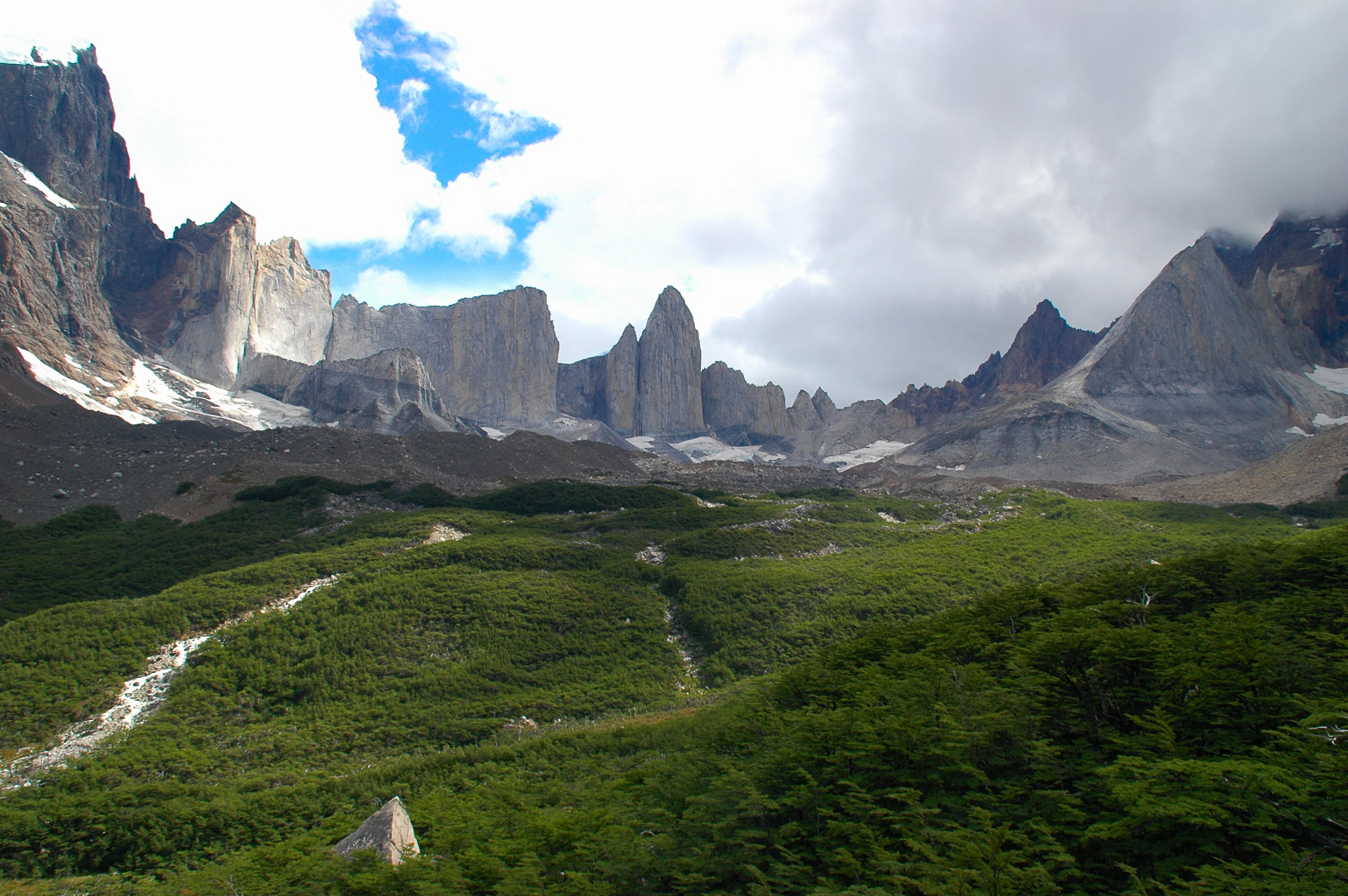
フランス谷

トーレス・デル・パイネ国立公園はチリの首都サンティアゴから約3,000キロ南に位置する。1959年、2,400平方キロにわたって山・氷河・森林（レンガが支配的なマゼラン亜極樹林）・湖などが広がる豊かな自然が評価され国立公園となった。公園内の最高峰は標高3050mのパイネ・グランデ峰で、トーレス・デル・パイネ（パイネの塔）のアゴスティン峰が2850mで2位となる（ロンリー・プラネット誌より）。高低差があり、草原からツンドラ地帯、山岳といった様々な気象条件下に豊富な高山植物が茂る。こうした風景を楽しむためのトレッキングなどを目的とした観光客は年間10万人を超える。1978年にユネスコの生物圏保護区に指定された。
国境線沿いにあり、アルゼンチンのロス・グラシアレス国立公園とは一部が接している。
2011年12月に山林火災が発生し、翌年1月までに1万ha以上が焼失した。

## 交通アクセス
近隣の都市であるプエルト・ナタレスからの長距離バスでアクセスする。公園内への立ち入りは有料であるため、訪問者はバス終点の入園口付近にあるレンジャー事務所にて入場料を納める必要がある。